# Alexandre Deulofeu
Alexandre Deulofeu i Torres (La Armentera, Gerona, 1903 - Figueras, 1978) fue un político y filósofo de la Historia español que escribió sobre lo que él llamó "Matemática de la historia", una teoría cíclica sobre la evolución de las civilizaciones.

## Biografía
Alexandre Deulofeu nació en La Armentera, provincia de Gerona, Cataluña (España), el 20 de septiembre de 1903, donde su padre trabajaba de farmacéutico. A los tres años fue a vivir a San Pedro Pescador y nueve años después se trasladó a Figueras. Estudió el Bachillerato en el Instituto Ramón Muntaner en Barcelona e hizo las carreras de Farmacia y Ciencias Químicas en Madrid, finalizando esta última en Barcelona. Al volver a Figueras gana las oposiciones a cátedra y ejerce el profesorado en el instituto figuerense, iniciando una etapa de intensa actividad política, primero como dirigente de la Juventut Nacionalista Republicana del Ampurdà y después como concejal por Esquerra Republicana de Catalunya. Alcalde accidental de Figueras durante la Guerra Civil, donde evitó enfrentamientos, saqueos y persecuciones en esta ciudad. Fue movilizado como sanitario al frente. Se exilió a Francia el 5 de febrero de 1939 con la retirada republicana. En el exilio realizó varios oficios: maestro de diversas materias, músico violinista y saxofonista en diferentes grupos de música de diversión y clásicos, agricultor experimental creador de plantaciones sin tierra con soluciones líquidas de su invención, obrero de fábrica, albañil, escritor, poeta, etc. Entabló amistad con Francesc Pujols y Salvador Dalí. Volvió del exilio el 22 de enero de 1947, dedicándose a la farmacia, a seguir sus investigaciones y a escribir. Murió en Figueras el 27 de diciembre de 1978, dejando sin finalizar la versión extensa de su obra magna titulada La matemática de la historia.

## Pensamiento
Afirmó que las civilizaciones y los imperios pasan por unos ciclos equivalentes a los ciclos naturales de los seres vivos. Cada civilización puede llegar a cumplir, como mínimo, tres ciclos de 1700 años cada uno. Comprendidos dentro de las civilizaciones, los imperios tienen una duración promedio de 550 años. Afirmó que mediante el conocimiento de la naturaleza de los ciclos se pueden evitar las guerras, consideradas innecesarias, haciendo que los procesos sean pacíficos en vez de violentos. También afirmó que la humanidad podrá ser capaz, de conocerlos, de alterar los propios ciclos, y que esta ha de tender a organizarse bajo la forma de una Confederación Universal de pueblos libres.
El enunciado de la ley matemática que, según él, determina la evolución de los pueblos se resume en los siguientes puntos (Capítulo III de La Matemática de la Historia en catalán, edición de 1967):
1. Todos los pueblos pasan por épocas de gran fraccionamiento demográfico, alternadas con otras épocas de gran unificación o épocas imperialistas.
2. Las épocas de gran fraccionamiento tienen una duración de seis siglos y medio. Las épocas de gran unificación tienen una duración de diez siglos y medio. El ciclo evolutivo comprende, pues, diecisiete siglos.
3. Durante este proceso evolutivo los pueblos pasan por fases perfectamente establecidas para llegar, al final del ciclo, a ocupar la misma posición que en su comienzo.
4. El ciclo evolutivo comprende todos los órdenes de la actividad humana, es decir, que hemos de considerar, además de un ciclo político, un ciclo social, artístico, filosófico, científico...
5. Todos los pueblos siguen la misma evolución, pero esta queda avanzada o atrasada según la posición geográfica de cada país.
6. La fuerza creadora no es la misma para todos los pueblos. Para cado ciclo existe una zona de máxima intensidad creadora, y esta zona se va desplazando de un ciclo al siguiente en el mismo sentido del proceso general. Este avanza en Europa, del Oriente hacia Occidente mediterráneo y pasa después de la península ibérica a la Galia, sigue por las islas británicas, continua a través de los pueblos germánicos y llega finalmente a los pueblos nórdicos y eslavos.
7. Los núcleos imperialistas que dan lugar a las épocas de gran unificación política siguen procesos biológicos perfectos, idénticos entre ellos y con una longevidad que dura de cinco a seis siglos.
8. La transformación de los regímenes políticos-sociales no se realiza según una línea constante ascendende o descendende, sino mediante avances y retrocesos alternativamente los unos más intensos que los otros, cosa que da como resultado una línea quebrada. La resultante de esta línea equivale a un avance en un sentido determinado. Es lo que se llama "Ley de los dos pasos adelante y uno atrás".

Su pensamiento tiene relación con las ideas de Oswald Spengler y de Arnold J. Toynbee, que también enunciaron teorías sobre el carácter cíclico de las civilizaciones, pero sin alcanzar la medida matemática más precisa que expone Deulofeu.
Durante su exilio y también con posterioridad, Deulofeu recorrió diversos museos, templos y monumentos de diferentes países en donde, entre otras conclusiones, dedujo haber encontrado el origen del arte románico durante el siglo IX entre el Ampurdán y el Rosellón, que era el origen de lo que él llama el segundo ciclo de la civilización europea occidental, después del primer ciclo.